# Autostrada A3 (Albania)
Autostrada A3 – autostrada w Albanii o długości 31 km. Docelowo ma mieć długość 110 km i ma łączyć stolicę kraju, Tiranę z miastem Tepelenë. Trasa będzie stanowić fragment Paneuropejskiego korytarza transportowego nr VIII. 